# Bartholomew Roberts

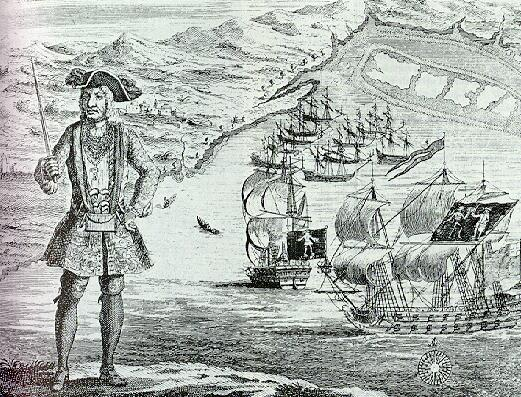
Bartholomew Roberts met een aantal door hem gekaapte schepen op de achtergrond

De piratenvlag van Bartholomew Roberts

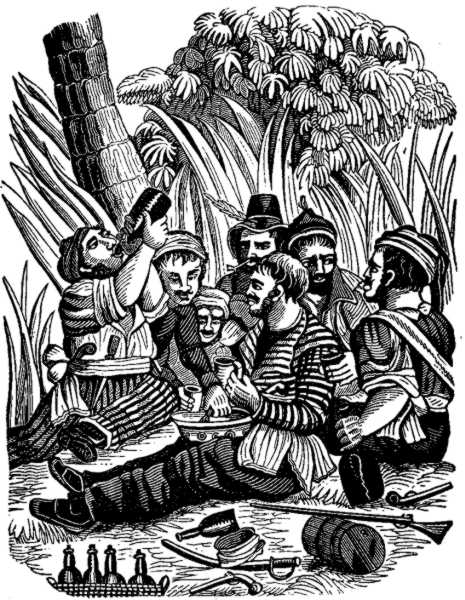
Bartholomew en zijn bemanning

Bartholomew Roberts, ook bekend als Black Bart (Casnewydd-bach, (Wales) - 17 mei 1682 – 10 februari 1722) staat in de scheepvaartgeschiedenis beschreven als de meest succesvolle piraat en overviel van 1719 tot 1722 meer dan 400 schepen, zowel in Caraïben als voor de westkust van Afrika. Hij kreeg vanwege zijn enorme gestalte en lange donkere haar de bijnaam Black Bart. Roberts begon zijn leven als zeeman op een slavenschip, werd gevangen genomen door piraten, werd later tot hun kapitein gekozen en overleed door een aanval van een Engels marineschip.

## Levensloop
Roberts voer als kabinejongen mee in de Twiste en vocht mee in verschillende successieoorlogen met Spanje en Nederland. Pas op zijn 37e zou Roberts zich bekeren tot piraat. Hij was derde stuurman op het slavenschip Princess of Londen. Het schip werd gekaapt door Howell Davis, die een aantal opvarenden dwong om met hem mee te varen. Dit gold ook voor Roberts die waarschijnlijk mee moest vanwege zijn capaciteiten als navigator.
Davis en Roberts kregen na verloop van tijd een band, mogelijk doordat ze allebei uit Wales kwamen en in het Welsh konden communiceren. Na diverse kapingen werd Roberts benoemd tot kapitein van de sloep Rover waarmee hij vertrok van het eiland Princes, het tegenwoordige Principe (eiland).
Uiteindelijk zou Roberts 454 schepen en sloepen hebben gekaapt of doen zinken, enorme rijkdom hebben vergaard en zelfs een kleine vloot om zich heen hebben gebouwd, waaronder de Royale Fortune, de Grote Ranger en de Kleine Ranger.

## Einde
Begin februari 1722 raakte Roberts in een scheepsgevecht betrokken en werd dodelijk geraakt door een kanonskogel. Hij overleed een paar dagen later, waarna zijn lichaam ofwel in zee gegooid zou zijn, ofwel begraven op het eiland El Principe.

## Trivia
- In Pirates of the Caribbean wordt beweerd dat Bartholomew en Morgan de schrijvers zijn van de piratencode. Dat is historisch niet juist, de code ontstond zeer waarschijnlijk uit vergelijkbare regels die eerder golden bij de kaapvaart.[1]
- Het hoofdpersonage in de film Pirates (1986) verwijst met de naam Bartholomew naar de piraat.
- In Assassin's Creed: IV Black Flag komt Bartholomew voor en gaat op het einde dood door de hoofdpersonage Edward James Kenway.
- In de roman van Simon Vestdijk 'Rumeiland' wordt verwezen naar Bartholomew Roberts.